# Ordre spontané
Pour les articles homonymes, voir Spontané.
Le terme ordre spontané désigne un ordre qui émerge spontanément dans un ensemble comme résultat des comportements individuels de ses éléments, sans être imposé par des facteurs extérieurs aux éléments de cet ensemble.
Cette notion est utilisée dans de nombreuses disciplines, en particulier la biologie, la sociologie et l'économie.
En sociologie et en économie, un ordre spontané est un ordre social qui émerge spontanément du comportement et des interactions des individus, sans qu'aucune instance planificatrice ou créatrice n'ait structuré ou organisé un tel ordre. Ceci n'exclut cependant pas l'existence de règles élaborées qui contribuent à créer un cadre pour favoriser l'émergence de l'ordre spontané. Ainsi, selon Hayek l'ordre qui règne sur un marché libéralisé est un ordre spontané. Le langage peut également être considéré comme un ordre spontané.
La notion d'ordre spontané est un des thèmes centraux de Hayek, mais elle remonte aux Lumières avec en particulier Mandeville et sa Fable des Abeilles, puis Adam Ferguson, qui, dès 1767, parle des « institutions qui sont bien le résultat de l'action humaine, mais non l'exécution de quelque dessein humain » et Montesquieu (« Chacun va au bien commun, croyant aller à son bien particulier »). Elle a été reprise par Adam Smith avec la fameuse image de la main invisible.

## Histoire de la thèse
D'après Murray Rothbard, Tchouang-tseu (Zhuangzi, -369 av. J.-C., -286) a été le premier à concevoir l'idée d'un ordre spontané, bien avant Pierre-Joseph Proudhon et Friedrich Hayek. Dans un texte taoïste appelé Zhuangzi, il aurait dit : « le bon ordre apparaît spontanément lorsque les choses sont laissées à elles-mêmes ». Proudhon, quant à lui, a décrit le concept d'anarchie ainsi : « La notion d'anarchie en politique est tout aussi rationnelle et positive qu'aucune autre. Cela signifie que quand les fonctions industrielles priment sur les fonctions politiques, les transactions d'affaires, seules, produisent l'ordre social ». Proudhon pensait que la liberté était un prérequis sine qua non permettant à l'ordre spontané de se mettre en place, plutôt que le résultat d'un ordre spontané qui la précéderait. D'où sa formule selon laquelle la liberté « n'est pas la fille mais la mère de l'ordre ».
Les penseurs des Lumières écossaises ont été les premiers à développer l'idée du marché comme constituant un ordre spontané (le « résultat de l'action humaine, mais pas celui d'un dessein humain », selon la formule d'Adam Ferguson,). David Hume a également conçu l'idée d'un marché qui se développe spontanément à partir de l'action des individus. Au commencement de l'histoire, dit Hume, les hommes sont déjà pourvus de gros besoins, mais ils n'ont, individuellement, que peu de chance d'aboutir à leur fin. Ils restent moyens partout, n'excellent en rien et se maintiennent dans un statut précaire. Cette insatisfaction radicale dans la solitude oblige les individus à se tourner les uns vers les autres pour échanger. Par ce processus, ils se spécialisent, augmentant ainsi leur capacité à exceller dans un domaine donné, et c'est grâce au développement progressif de l'échange (développement spontané dans la mesure où aucun des acteurs de l'échange ne songe à autre chose qu'à son propre intérêt) que la production s'accroît en quantité et en qualité. Après Hume, c'est Adam Smith qui reprendra l'idée et la thématisera par le concept de division du travail.
L'École autrichienne d'économie, conduite par Carl Menger, Ludwig von Mises et Friedrich Hayek, a repris le concept d'ordre spontané pour l'utiliser comme pivot de ses thèses sociales et économiques. Bien que beaucoup de penseurs de l'École autrichienne et d'autres figures libertariennes soient tombés d'accord avec la position de Proudhon mentionnée ci-dessus, ils n'ont pas tous embrassé l'anarchisme comme l'a fait Rothbard ; nombre de libertariens préférant maintenir un État minimal afin de maintenir un ordre minimal, permettant, selon eux, la naissance et la croissance d'un ordre spontané.
En 2004, certains scientifiques ont compris les lois de la thermodynamique comme constituant la structure d'un ordre spontané. Ces lois permettent la « symétrie brisée » telle qu'elle découle du principe d'entropie maximale, lequel explique la préférence de la nature pour les chemins de moindre résistance (ou de moindre difficulté) minimisant les gradients des variables de terrain.
Vers la fin de sa vie, Hayek reconnaissait que les expressions "ordre auto-généré" ou "structure auto-organisée" étaient plus précises et plus exemptes d'ambiguïtés que le terme "ordre spontané", qu'il continua toutefois d'employer par commodité.

## Exemples

### Les marchés
Un grand nombre d'économistes libéraux classiques, comme Hayek, estiment que l'économie de marché génère un ordre spontané (« une répartition des ressources plus efficace que celle créée par n'importe quel dessein »). Ils décrivent l'ordre spontané (également appelé « ordre étendu » par Hayek) comme supérieurement efficient sur n'importe quelle planification décidée par l'homme. La planification, dit Hayek, fonctionne du point de vue d'un ingénieur, lorsque l'ingénieur doit par exemple monter une machine dont il connaît toutes les pièces et tous les rouages. Si l'ingénieur peut monter la machine, c'est parce que son entendement peut saisir le fonctionnement de la machine, et que la machine a besoin d'être fabriquée volontairement, selon un plan précis et préalablement dressé. Or, le marché n'est pas une machine : il se constitue, non pas par la volonté d'une organisation supérieure, mais par celle de chacun de ses membres qui agissent en poursuivant leur propre intérêt. Cette poursuite des intérêts par chacun donne lieu à des échanges, lesquels, peu à peu, constituent les éléments et la dynamique de l'ordre spontané.

Un ingénieur, s'il peut inventer et fabriquer une machine, ne peut pas planifier le fonctionnement du marché. Pour établir ses statistiques, il doit s'abstraire des particularités de la situation concrète, comme le font les théoriciens de la mathématique pure, ou de la physique pure, supposée « sans frottements », c'est-à-dire sans effets d'inertie. Or, les informations qui sont secondaires dans le fonctionnement causal ou physique d'une machine deviennent centrales lorsque les éléments du tout ne sont plus les parties d'une machine mais des agents conscients. En effet, dans l'économie de marché, le prix des biens varie. Ce prix est conditionné par l'agrégation des informations que les acteurs du marché acquièrent lorsqu'ils sont libres de chercher par eux-mêmes de nouvelles informations. Seulement, de telles informations représentent un volume extrêmement important, et, qui plus est, sans cesse renouvelé. Lorsqu'un acteur du marché doit prendre une décision, il doit s'appuyer sur davantage d'informations que celles qu'il est capable d'acquérir par lui-même, autrement dit il ne peut prendre en compte qu'une partie des informations existantes ou du moins doit faire un tri entre celles-ci en adoptant une certaine interprétation. Ce volume d'informations, de par sa taille et sa fluidité, ne peut pas être convoyé à une autorité centrale qui, telle un ingénieur tout-puissant, saurait exactement quoi faire.

Hayek aboutit à une théorie du marché semblable à celle de l'effet papillon en mathématiques : si une autorité centrale prend une décision dans le but de réguler volontairement le prix d'un certain bien, cela constitue une interférence au fonctionnement autonome du marché (c'est-à-dire à l'ordre spontané) et peut amener des conséquences futures imprévisibles, dans la mesure où l'autorité qui prend la décision ne peut pas connaître tous les particuliers impliqués.

Ceci est illustré par le concept de main invisible développé par Adam Smith dans La richesse des nations. Si l'on suit la théorie de Smith, les acteurs du marché, étant chacun concentrés sur un segment précis et parfois ténu, agissent en ayant connaissance d'informations plus détaillées et récentes que n'importe quelle autorité centralisée, ce qui entraîne une économie plus dynamique bénéficiant à la société dans son ensemble.
Certains économistes, comme Arthur Cecil Pigou ou John Kenneth Galbraith, apportent toutefois des restrictions à cette thèse. Ils estiment que, pour garantir un bon fonctionnement du marché, il est nécessaire qu'une autorité séparée de lui le restreigne par certaines règles. Celles-ci auraient pour but d'éviter l'émergence d'une économie stable mais improductive du type monopole (chose assurée aux États-Unis par les lois antitrust), ou de taxer les acteurs du marché dont les actions entraîneraient des externalités négatives trop importantes (c'est de là que provient la taxe carbone). De plus, l'état naturel du marché, ce qu'il devient lorsqu’il est tout à fait libre, comporte des débordements, tels que le vol, la tricherie, la coercition… Afin de les éviter, les agents économiques favorisent l'émergence des actions qui réduisent ces débordements. Elles constituent avec le marché un ordre spontané.

### Théorie des jeux
Le concept d'ordre spontané est intimement relié à la théorie des jeux. Dans les années 1940, l'historien Johan Huizinga écrivait que « c'est dans les mythes et les rituels que les grandes forces instinctives de la vie civilisée trouvent leur origine : loi et ordre, commerce et profit, fabrication et art, poésie, sagesse et science. Toutes s'enracinent dans le sol primaire du jeu. ». Dans la même optique, Hayek décrit le jeu comme étant « un processus dans lequel l'obéissance à des règles communes par des éléments poursuivant des intérêts différents et parfois conflictuels résulte en la production d'un ordre global ».

### Anarchisme
Les anarchistes critiquent l'État comme étant la création artificielle de l'élite dominante, en s'adossant à l'idée qu'un authentique ordre spontané existerait si celui-ci était éliminé. Selon une vision anarchiste de gauche, un tel ordre spontané impliquerait la coopération volontaire des individus, avec un but commun. Une telle vision diffère de celle d'un anarchisme de droite, ou anarcho-capitalisme, selon lequel l'ordre spontané émerge par un marché où chacun poursuit son propre intérêt, sans qu'il n'y ait toutefois d'État. D'après l'Oxford Dictionary of Sociology, « le travail de plusieurs interactionistes symboliques est largement compatible avec la vision anarchiste, dans la mesure où il suppose une vision de la société comme ordre spontané ».

### Sobornost
Le concept d'ordre spontané se retrouve également dans les travaux de plusieurs mouvements slavophiles russes, et plus précisément dans les travaux de Fédor Dostoyevsky, à travers l'idée de sobornost, qui désigne une manifestation sociale de nature organique à laquelle le moindre paysan ou serf, dans la Russie pré-soviétique, est susceptible de participer. Il a également été utilisé par Léon Tolstoï comme un pilier pour l'idéologie de l'anarchisme chrétien.

### Radio
France culture - Série « Les mœurs et les traditions » Épisode 1/4 : Pourquoi les libéraux croient-ils dans les ordres spontanés ? Lundi 1 mai 2023